# Pteromalus tortricis
Pteromalus tortricis är en stekelart som först beskrevs av Franz Paula von Schrank 1781.  Pteromalus tortricis ingår i släktet Pteromalus och familjen puppglanssteklar. Inga underarter finns listade i Catalogue of Life.